# Fona
FONA var en dansk elektronikkæde, der eksisterede fra 1926 til 2016.
Den første butik blev åbnet af Harry Hylén i en kælder på Christianshavn i København. Kæden voksede sig større ved en fusion med Fredgaard Radio i 2001 til selskabet F Group A/S. Siden 2003 benyttede man kun navnet Fona, og fra 2006 drev man desuden en netbutik.
Fona havde pr. november 2015 56 butikker rundt i Danmark.
1. februar 2016 besluttede ejeren at indlede en rekonstruktion af selskabet ved Sø- og Handelsretten i København for at sikre en fortsat drift af Fona. 26. februar 2016 forlød det, at 25 af kædens butikker ville lukke, mens 31 ville fortsætte. Samtidig blev godt 300 ud af kædens 975 medarbejdere opsagt. Allerede en måned efter, 31. marts 2016, blev det meddelt at kæden skulle indskrænkes til kun otte butikker fordelt på syv i Københavnsområdet og en enkelt i Aalborg. Samtidig blev yderligere 280 medarbejdere opsagt. 11. april 2016 meddelte Elkjøp Nordic, der i forvejen ejer elektronikkæden Elgiganten, at de købte Fona. Planen var at ti butikker skulle fortsætte, men at de indenfor et års tid skulle skifte navn til Elgiganten, hvorefter navnet Fona ville udgå. Det blev omsat i praksis 1. august 2016, hvor de resterende ti Fona-butikker som planlagt blev omdannet til Elgiganten. Samtidig overtog Elgiganten butikkernes medarbejdere og reklamationen på varer købt i Fona.